# خانم پارکر و محفل شرور
خانم پارکر و محفل شرور (انگلیسی: Mrs. Parker and the Vicious Circle) فیلمی زندگینامه‌ای به کارگردانی آلن رودولف محصول ۱۹۹۴ است. از بازیگران آن می‌توان به جنیفر جیسن لی در نقش دوروتی پارکر، نویسنده و از اعضای میزگرد الگونکوین، اشاره کرد. اعضای این محفل، از ۱۹۱۹ تا ۱۹۲۹، هر روز در هتل الگونکوین منهتن ناهار می‌خوردند و به بحث و صحبت می‌پرداختند. فیلم، در گیشه چندان موفق نبود.